# Dominik
Dominik je mužské křestní jméno. Původ má v latinském dominus = pán. Podle českého kalendáře má svátek 4. srpna.
Následující tabulka uvádí četnost jména v ČR a pořadí mezi mužskými jmény ve srovnání několika roků, pro které jsou dostupné údaje MV ČR – lze z ní tedy vysledovat trend v užívání tohoto jména:
| Rok  | Četnost | Pořadí |
| 1999 | 11 181  | 63.    |
| 2002 | 13 329  | 56.    |
| 2006 | 19 622  | 46.    |
| 2009 | 23 745  | 44.    |
| 2013 | 29 637  | 88.    |

Procentní zastoupení tohoto jména mezi žijícími muži v ČR vzrostlo za 10 let dvojnásobně, což svědčí o strmém nárůstu obliby tohoto jména.
Podle údajů ČSÚ se za rok 2008 jednalo o 16. nejčastější mužské jméno novorozenců.
Ženskou variantou tohoto jména je Dominika.

## Zdrobněliny a domácké podoby
Dominiček, Domík, Domí, Domísek, Domča, Domíček, Domíz, Domin, Domino, Nik

## Dominik v jiných jazycích
- Slovensky, polsky, rusky, srbochorvatsky: Dominik
- Srbsky: Dominko
- Maďarsky: Domokos nebo Domonkos
- Italsky: Domenico
- Španělsky, portugalsky: Domingo
- Francouzsky: Dominique
- Nizozemsky: Dominik nebo Dominicus
- Německy: Dominik
- Anglicky: Dominic nebo Dominick

## Známí nositelé jména

### Svatí a blahoslavení
- sv. Dominik – zakladatel dominikánského řádu
- sv. Dominik Savio
- bl. Metoděj Dominik Trčka

### Ostatní
- Domenico Bartolucci – hudebník a kardinál
- Dominik Duka – emeritní arcibiskup pražský, Kardinál
- Dominik Hašek – český hokejový brankář
- Domenico Tardini – kardinál státní sekretář
- Dominik Tatarka – slovenský spisovatel a publicista
- Dominik Feri – český politik
- Dominik Citta – rapper, hudebník

## Dominik jako příjmení
- Eduard Dominik (1854–1919) – český vysokoškolský pedagog a římskokatolický duchovní
- Jindřich Dominik (* 1954) – český plochodrážní závodník
- Pavel Dominik (* 1952) – český překladatel a tlumočník
- Zdeněk Dominik (1924–2010) – český plochodrážní závodník